# مزره
مزره(به کردی: مەزرە، Mezre) روستایی از توابع بخش سرشیو شهرستان سقز است که در استان کردستان ایران قرار دارد.

## جمعیت
این روستا در دهستان ذوالفقار واقع شده و براساس سرشماری سال ۱۳۸۵، جمعیت آن ۱۹۶ نفر (۳۶ خانوار) بوده‌است.